# Acaena pallida
Acaena pallida là loài thực vật có hoa trong họ Hoa hồng. Loài này được (Kirk) Allan mô tả khoa học đầu tiên năm 1961.